# Aspropyrgos
Aspropyrgos (griechisch Ασπρόπυργος (m. sg.), bis 1899 Chasiotika Kalyvia) ist eine Kleinstadt und seit 1949 eine Gemeinde im Regionalbezirk Westattika der griechischen Region Attika mit 31.381 Einwohnern (2021).

## Name
Der ursprüngliche Name der kleinen im 17. Jahrhundert gegründeten Siedlung war Chasiotika Kalyvia. In Anlehnung an Überreste eines turmähnlichen Gebäudes mit quadratischem Grundriss erhielt der Ort 1899 per königlichem Erlass seinen heutigen Namen Aspropyrgos. Die Turmruine hat einen Grundriss von 9,30 Meter × 9,30 Meter und einen Marmorsockel, dessen weiße Farbe dem Denkmal den Namen Aspros Pyrgos (Άσπρος Πύργος ‚Weißer Turm‘) gab. Das Baumaterial für den Turm stammte vermutlich aus dem Abriss des Mausoleums von Stratons Grab aus der klassischen Zeit, das irgendwann in der Umgebung existierte, wie aus einer Inschrift auf einem der Marmorsockeln hervorgeht. Ende des 19. Jahrhunderts wurde der Turm zum Forschungsgegenstand und erstmals 1892 vom Archäologen Dimitrios Filios systematisch ausgegraben. Weitere Ausgrabungen erfolgten 1972 und 1993 anlässlich der Bauarbeiten und späteren Erweiterung der Nationalstraße 8. Aufgrund dieser Baumaßnahmen wurde der Großteil des Baumaterials in Form von Steinhaufen am nördlichen Straßenrand platziert und die übrigen Gebäudereste vollständig mit Asphalt überdeckt. Es besteht weitestgehend Einigkeit, dass es sich beim sogenannten Aspros Pyrgos um ein mittelalterliches Gebäude mit Festungscharakter handelte.

## Geografie

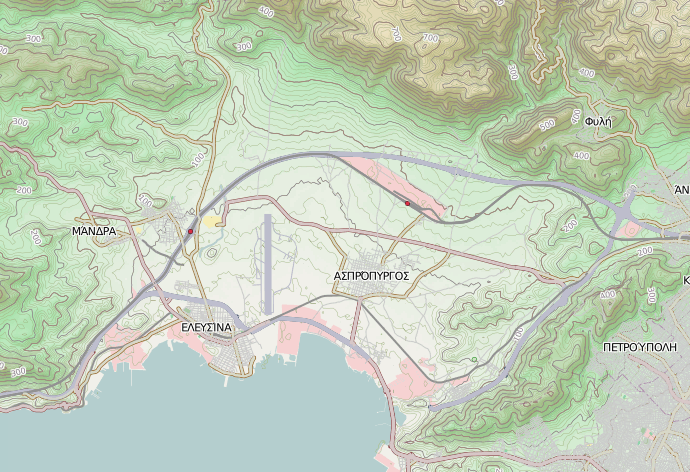
Thirasio-Ebene, südliches Gemeindegebiet

Das relativ lange und schmale Gemeindegebiet Aspropyrgos von nahezu 105 Quadratkilometer erstreckt sich zwischen der Gemeinde Elefsina im Westen, Fyli im Osten sowie Chaidari im Südosten. Die nördliche Gemeindegrenze wird durch den Bergzug Moungoultos (Μουγκουλτός) der Parnitha mit Höhen über 900 Meter bestimmt und steigt auf maximal 959 Meter über dem Meer an. Jenseits des Bergzugs liegt die mittelgriechische Gemeinde Tanagra. Bergig ist auch der südöstliche Gemeindeteil an der Grenze zu Chaidari, wo sich in Küstennähe in Nachbarschaft zum Koumoundourou-See der felsige Pikilo (Ποικίλο), der nördliche Teil des Egaleo, erhebt. Das übrige Gebiet der Gemeinde Aspropyrgos bildet die fruchtbare Thriasio-Ebene (Θριάσιο Πεδίο). Im Südwesten bildet die Bucht von Elefsina (Κόλπος της Ελευσίνας Kólpos tis Elefsínas) die natürliche Grenze.
Die Stadt Aspropyrgos liegt etwa 20 Kilometer nordwestlich von Athen und 3 Kilometer östlich von Elefsina im Südwesten des Gemeindegebiets, etwa 1,5 Kilometer nördlich der Küste. Neben dem zentralen Stadtkern Aspropyrgos ist es in weitere Stadtbezirke gegliedert, Goritsa im Nordwesten, Ano Foussa, Kato Foussa, Roupaki im Norden und Neoktista im Südosten. In der Küstenzone, südlich des Distrikts Aspropyrgos, liegt der Distrikt Laimos-Lusitania und der Strand. Dieser erstreckt sich nach Westen bis zum Industriegebiet der ehemaligen Halyvourgiki Hellenic Steel Industry, das Teil der benachbarten Gemeinde Elefsina ist. Nördlich dieser Industrieanlage erstreckt sich der Militärflughafen von Elefsina, der gleichzeitig die Grenze zur Gemeinde Elefsina bildet.

## Wirtschaft und Infrastruktur
Mit Ausnahme des Strandes ist die Küstenzone der Gemeinde Aspropyrgos von ausgedehnten Industrieanlagen besetzt, die vor allem in den 1950er und 1960er Jahren entstanden. Die Gründung kleiner und großer Fabriken in Aspropyrgos veränderte das Erscheinungsbild drastisch, die ursprünglich landwirtschaftliche Kulturlandschaft wurde nachhaltig verändert und wird von einer ausgeprägten Industriezone beherrscht.

### Unternehmen
In Aspropyrgos befinden sich unter anderen Betriebe von Hellenic Petroleum, Iqos und eine Bausstofffabrikation. Es ist Sitz der Bahngesellschaft Rail Cargo Logistics Goldair.

### Verkehr
Das Gemeindegebiet ist an das Fernstraßennetz angebunden. Im Osten verbindet der Aftokinitodromos 65 die nördliche verlaufende Attiki Odos (Α 6) mit der Nationalstraße Ethniki Odos 8 (ΕΟ 8). Diese verbindet Athen mit Patras und verläuft von Osten nach Westen südlich des Stadtgebiets entlang der Küste. Dabei folgt sie im Allgemeinen dem Verlauf der alten Hiera Hodos, die am Kerameikos von Athen begann und am Heiligtum von Eleusis endete. Nördlich des Stadtgebiets zwischen den Bezirken Ano Foussa und Roupaki verläuft die Attiki Odos (A 6) mit der Anschlussstelle Aspropyrgos. Sie durchquert die Gemeinde ebenfalls in Ost-West-Richtung von Ano Liosia nach Mandra.
Weiter südlich und fast parallel zur Attiki Odos verläuft die S-Bahn, die Athen mit Kiato verbindet. Der Bahnhof Aspropyrgos liegt an der Bahnstrecke Kiato–Athen Flughafen. Zwischen der A 6 und der S-Bahn befindet sich das Container Terminal Thriasio (Εμπορευματικός Σταθμός Θριασίου) mit dem Rangierbahnhof der Griechische Eisenbahnorganisation OSE.

## Stadtsignet
Das Stadtsignet der Gemeinde Aspropyrgos zeigt einen weißen Uhrturm (Ρολόι Ασπροπύργου ‚Uhrturm von Aspropyrgos‘), der in den Jahren 1928 bis 1931 errichtet wurde. Das durch Erdbeben und weiteren Verfall beschädigte Gebäude wurde unter Bürgermeister Nikolaos Meletiou 2009 wieder restauriert.

## Persönlichkeiten
- Klavdia Papadopoulou (* 2002), Sängerin